# Ранди Кънингам
„Ранди Кънингам“ (на английски: Randy Cunningham: 9th Grade Ninja) е американски анимационен сериал, създаден от Джеф Елиноф и Скот Томас за Disney XD. Той е продуциран от Titmouse, Inc. и Boulder Media Limited. Първият епизод е излъчен премиерно по Disney XD на 13 август 2012 г., и последният епизод е излъчен на 27 юли 2015 г.

## В България
В България сериалът започва излъчване през 2014 г. по Дисни Ченъл с дублаж на български език, записан в студио „Александра Аудио“. Екипът се състои от:
| Изпълнителен продуцент | Васил Новаков |
| Преводач               | Йоанна Йорданова |
| Озвучаващи артисти     | Светлана Смолева Христо Димитров Цанко Тасев Николай Пърлев Константин Лунгов Момчил Степанов Цвети Пеняшки Георги Стоянов |
| Тонрежисьор            | Любен Ботев |
| Режисьор на дублажа    | Симона Нанова |